# ماسیمو لوپز
ماسیمو لوپز (ایتالیایی: Massimo Lopez؛ زادهٔ ۱۱ ژانویهٔ ۱۹۵۲) بازیگر، صداپیشه، کمدین، مقلد صدا و مجری تلویزیون اهل ایتالیا است.
از فیلم‌ها یا برنامه‌های تلویزیونی که وی در آن نقش داشته‌است، می‌توان به چهاردهمین یکشنبه از روزگاری عادی اشاره کرد.
او از سال ۲۰۱۳ و به‌دنبال مرگ تونینو آکولا، دوبلور ایتالیایی هومر سیمپسون در مجموعهٔ سیمپسون‌ها شده‌است. وی همچنین به‌جای استیون فرای در مجموعه‌فیلم‌های هابیت، مایک مایرز در آستین پاورز: جاسوسی که مرا تکان داد و رابین ویلیامز در پاپای صحبت کرده‌است.